# Thage Pettersson

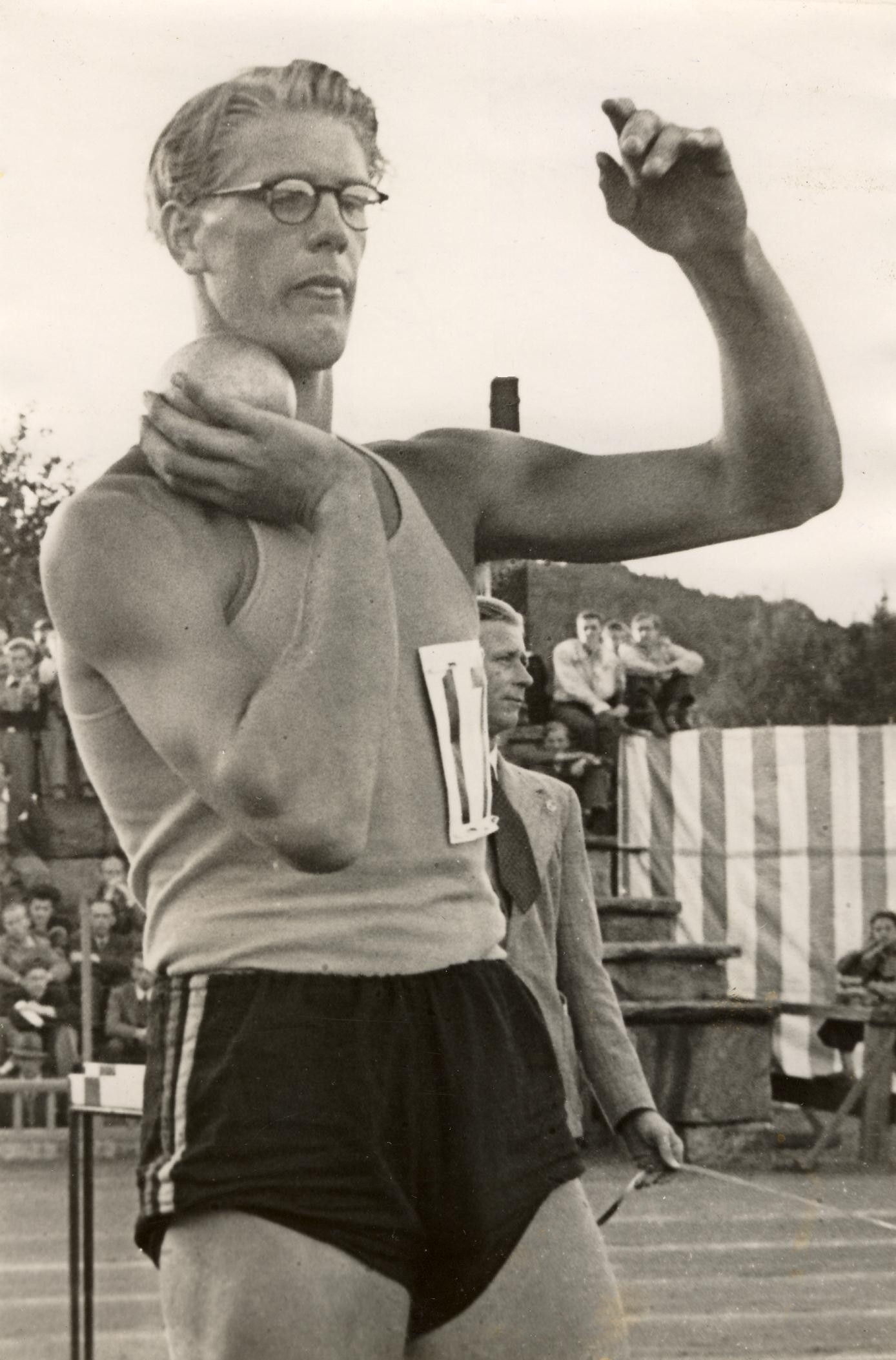
Thage Pettersson, ca. 1950

Thage Pettersson (* 15. April 1922; † 2009) war ein schwedischer Kugelstoßer.
Bei den Leichtathletik-Europameisterschaften 1946 in Oslo wurde er Fünfter.
1953 wurde er Schwedischer Meister. Seine persönliche Bestleistung von 15,55 m stellte er am 29. September 1946 in Lidköping auf.